# Jimmy Blair (football, 1888)
Pour les articles homonymes, voir James Blair et Blair.
James Blair, couramment appelé Jimmy Blair, est un footballeur international écossais, né le 11 mai 1888, à Glenboig, North Lanarkshire et mort le 28 février 1964. Évoluant au poste de défenseur, il est particulièrement connu pour ses saisons à Cardiff City.
Il compte huit sélections en équipe d'Écosse.

## Biographie

### Carrière en club
Natif de Glenboig, North Lanarkshire, il est formé dans les clubs locaux de Bonnybridge Thistle et d'Ashfield FC (en), avant de signer pour Clyde FC en 1908. Ses performances, dont deux bons parcours jusqu'en finale de Coupe d'Écosse, lui attirent l'intérêt de plusieurs clubs, dont Sheffield Wednesday qui le signe en 1914 pour 2.000£.
Malheureusement, peu après son arrivée, il subit un accident en moto qui l'empêche de jouer pendant une assez longue période. Il ne peut disputer qu'une vingtaine de matches avant que la Football League ne suspende le championnat pour cause de Première Guerre mondiale.
Pendant la guerre, il retourne en Écosse, où le championnat ne s'est pas interrompu, et, sous forme de prêt, joue pour les Rangers FC. Il retourne à Sheffield Wednesday après la guerre, mais, mécontent de ses conditions salariales et confronté à la relégation du club, il s'engage pour Cardiff City en 1920 pour 3 500 livres.
Il y reste six saisons et devient un titulaire indiscutable. Après avoir obtenu dès sa première saison la promotion dans l'élite, il est proche de remporter le championnat en 1923-24, le club finissant deuxième derrière Huddersfield Town avec le même nombre de points, la même différence de buts générale, départagés uniquement à la différence de buts particulière. Il participe à la finale de la FA Cup en 1925 perdue un but à zéro contre Sheffield United. Il quitte Cardiff City en 1926 pour AFC Bournemouth où il reste deux saisons jusqu'à la fin de sa carrière. 
Après sa retraite, il devint membre du staff d'entraîneurs de Cardiff City avant de se lancer dans une nouvelle carrière dans le commerce. Ses fils, Doug (en) et Jimmy (en), sont aussi devenus footballeurs professionnels (principalement à Cardiff City pour Doug et à Leyton Orient pour Jimmy).

### Carrière internationale
Jimmy Blair reçoit huit sélections en faveur de l'équipe d'Écosse. Il joue son premier match le 13 mars 1920, pour une victoire trois buts à zéro, au Celtic Park de Glasgow, contre l'Irlande en British Home Championship. Il reçoit sa dernière sélection le 16 février 1924, pour une défaite deux buts à zéro, au Ninian Park de Cardiff, contre le Pays de Galles en British Home Championship. Il n'inscrit aucun but lors de ses huit sélections.
Il participe avec l'Écosse aux British Home Championships de 1920 à 1924.

## Palmarès
Jimmy Blair est finaliste de la Coupe d'Écosse en 1910 et 1912 avec Clyde FC. Sous les couleurs du Rangers FC, il remporte le championnat d'Écosse en 1918. Il est également vainqueur de la Glasgow Cup en 1918 et 1919, et vainqueur de la Glasgow Merchants Charity Cup en 1919.
Avec Cardiff City, il est vice-champion d'Angleterre en 1924 et vice-champion de deuxième division en 1921. Sous les couleurs du club gallois, il est aussi finaliste de la Coupe d'Angleterre en 1925 et vainqueur de la Coupe du Pays de Galles en 1922 et 1923.
Il compte huit sélections en équipe d'Écosse de 1920 à 1924.